# حنیفقان
ریشه واژه 

در زبان پارسی " خناپگان " بر پایه نسک فرهنگ واژه های فارسی در زبان عربی نوشته محمدعلی امام شوشتری به چم جای سرد و خنک می باشد.
حنیفقان، روستایی از توابع بخش میمند شهرستان فیروزآباد در استان فارس ایران است.

## جمعیت
این روستا در دهستان خواجه‌ای قرار دارد و براساس سرشماری مرکز آمار ایران در سال ۱۳۸۵، جمعیت آن ۱۱۳ نفر (۳۴خانوار) بوده‌است.